# Donald Mackay, Baron Mackay of Drumadoon
Donald Sage Mackay, Baron Mackay of Drumadoon, PC, QC (* 30. Januar 1946; † 21. August 2018) war ein britischer Richter des Supreme Court of Scotland und ein früherer Lord Advocate, der höchstrangige Law Officer des Landes. Er war einer von fünf zusätzlichen Lords of Appeal im House of Lords.

## Leben und Karriere
Mackay wurde 1946 als Sohn von Rev. Donald George Mackintosh Mackay und Jean Margaret Mackay geboren. Sein Bruder ist der Journalist Alan Mackay. Er besuchte das unabhängige George Watson's College in Edinburgh. Er studierte an der School of Law der University of Edinburgh (LL.B. und LLM) und an der School of Law der University of Virginia.
Von 1969 bis 1971 war er als Auszubildender zum Solicitor bei Davidson & Syme CS Edinburgh tätig. 1971 wurde er als Solicitor zugelassen und praktizierte 5 Jahre mit Allan McDougall & Company, bevor er 1976 bei der Faculty of Advocates zugelassen wurde. Von 1982 bis 1985 war er Advocate Depute, ein Anklagevertreter beim High Court und 1987 wurde er Kronanwalt für Schottland.
Von 1988 bis 1992 war er Temporary Sheriff und von 1989 bis 1995 gehörte er dem Aufsichtsrat (Board) der Criminal Injuries Compensation Authority an. 
1995 ersetzte er Thomas Dawson, Lord Dawson als Solicitor General for Scotland, als dieser zum Richter des Supreme Courts of Scotland ernannt wurde, später im gleichen Jahr wurde er Nachfolger von Alan Rodger, Baron Rodger of Earlsferry als Lord Advocate, als dieser zum Lord President of the Court of Session und Lord Justice General ernannt wurde.

## Mitgliedschaft im House of Lords
Mackay wurde am 13. Dezember 1995 zum Life Peer als Baron Mackay of Drumadoon, of Blackwaterfoot in the District of Cunninghame ernannt und wurde 1996 Mitglied des Privy Council.
Von 1995 bis 1997 war er Regierungssprecher für rechtliche Angelegenheiten und für die inneren und schottischen Angelegenheiten. Von 1997 bis 2000 war er für innere Angelegenheiten zuständig. Von 1997 bis 1999 war er beim Lord Advocate's Department.
Vor der Scottish devolution 1999 war der Lord Advocate eine politische Ernennung, daher wurde Mackay nach der Wahlniederlage der Tories bei der Unterhauswahl 1997 durch Andrew Hardie, Baron Hardie von der Labour Party ersetzt. Zwischen Mai 1997 und März 2000 kombinierte er seine Rolle als Senior Counsel mit einer aktiven Rolle im House of Lords als Oppositionssprecher zu Schottland und Verfassungsfragen. 
Als Senior Richter war er von der Beteiligung disqualifiziert. 
- Sitzungsperiode 1. April 2001 bis 31. März 2002: 14 Tage
- Sitzungsperiode 1. April 2002 bis 31. März 2003: 12 Tage
- Sitzungsperiode 1. April 2003 bis 31. März 2004: 13 Tage
- Sitzungsperiode 1. April 2004 bis 31. März 2005: 10 Tage
- Sitzungsperiode 1. April 2005 bis 31. März 2006: 5 Tage
- Sitzungsperiode 1. April 2006 bis 31. März 2007: 8 Tag
- Sitzungsperiode 1. April 2007 bis 31. März 2008: 11 Tage
- Sitzungsperiode 1. April 2008 bis 31. März 2009: 10 Tage
- Sitzungsperiode 1. April 2009 bis 31. März 2010: 5 Tage
- Sitzungsperiode 1. April 2010 bis 30. Juni 2010: keine Angabe Tage
- Sitzungsperiode 1. Juli 2010 bis 30. September 2010: keine Angabe Tage
- Sitzungsperiode 1. Oktober 2010 bis 31. Dezember 2010: keine Angabe Tage
- Sitzungsperiode 1. Januar 2011 bis 31. März 2011: keine Angabe Tage

Im Zeitraum bis zu seiner Disqualifizierung 2009 war er sporadisch an Sitzungstagen anwesend.
Mackay wurde im März 2000 zum Richter des Court of Session und High Court of Justiciary ernannt, Schottlands höchstes Gericht. 
Mackay war auch einer von fünf Mitgliedern des House of Lords, mit den zwölf Lords of Appeal in Ordinary, die berechtigt waren, das Gremium des Hauses zu bilden, welches sich mit juristischen Angelegenheiten unter ss.5&25 des Appellate Jurisdiction Act 1876 beschäftigte. Im Oktober 2009 wurden die juristischen Funktionen des Oberhauses an den neuen Supreme Court of the United Kingdom unter Teil 3 des Constitutional Reform Act 2005 übertragen, mit den zwölf Lords of Appeal in Ordinary als erste Richter. Während ss. 38 und 39 weiteren Richtern erlaubte, diesem anzugehören, wurde Mackay durch seine Position als amtierender Richter des Outer House des Court of Session von beiden ausgeschlossen.